# Reise nach Agatis
Reise nach Agatis ist ein deutscher Horrorfilm von Marian Dora aus dem Jahr 2010.

## Handlung
Am Anfang des Films wird aus der Ich-Perspektive eine junge Frau an einem Strand ermordet, der eine Art Glasgow Smile zugefügt wird.
Rafael und Isabell führen eine merkwürdige Ehe, die von vielen Streits geprägt ist. Beide sind auf dem Weg in den Urlaub und streiten bereits bei der Autofahrt wegen des Alkoholkonsums von Rafael. In einer Bar lesen sie die junge Frau Lisa auf und überreden sie, bei ihrer Bootstour mitzukommen.
Die Bootstour beginnt harmlos, doch Rafael baut in die Dialoge immer wieder kleine Tabubrüche ein. Schließlich beschließen Isabell und Rafael an Boot nur noch nackt zu sein. Lisa macht zunächst mit, wird dann jedoch aus dem Boot gestoßen. Als sie wieder an Bord kommen darf, fesselt Rafael sie auf dem Oberdeck. Nach einem Tag, als sie unter Durst leidet, spuckt er ihr zunächst Wein ins Gesicht, anschließend vergewaltigt er sie. Seine Frau sieht dabei zu. Nachts bittet Lisa Isabell, auf die Toilette zu dürfen. Isabell tut aber so, als würde ihr Mann sie auch bedrohen und lässt sie auf dem Deck urinieren. Sie steckt ihr dann eine Art Messer zu.
Am nächsten Morgen wirft Rafael sie aus dem Boot und lässt sie an Land schwimmen. Dort verfolgt er Lisa. Es kommt zur Konfrontation aller drei Personen in einer Art Mexican Standoff, jedoch mit Messern statt Schusswaffen. Schließlich ersticht Rafael Lisa und verstümmelt ihre Leiche.

## Hintergrund
Wie alle Produktionen von Marian Dora handelt es sich auch hier um einen Low-Budget-Film, bei dem er viele Rollen selbst übernimmt. Dabei verwendet Dora Elemente des Experimentalfilms. Der Film wurde innerhalb von drei Tagen in Kroatien gedreht. Mit Thomas Goersch fand Dora einen Darsteller, der fortan häufiger mit ihm zusammenarbeitete. Isabell wurde von Tatjana Lommel (damals noch Müller) gespielt, der späteren Ehefrau von Doras Förderer Ulli Lommel. Janna Lisa Dombrowsky gab ihr Spielfilmdebüt. Die Darstellung der extremen Szenen verlangten ihr viel ab. Auch Goersch ging in seiner Rolle auf, was er später auch in der Dokumentation Thomas und Marco beschrieb.

## Veröffentlichung
Seine Premiere hatte der Film am 2. Dezember 2010 auf dem Festival Weekend of Fear in Erlangen. Der Film wurde ohne Freigabe in Österreich über Werkmann Filmverlag am 1. Oktober 2021 veröffentlicht. Eine Version auf Blu-Ray und DVD erschien am 23. August 2024 über das Label XT Video ebenfalls über Österreich im Mediabook mit Bonusfilm Thomas und Marco (2022).

## Rezeption
Die Filmzeitschrift Cinema schrieb auf ihrem Onlineauftritt: „Am Beispiel eines Ehepaars, das eine junge Frau zu einer fatalen Bootsfahrt verführt, schildert [Marian Dora] ein Schockdrama über moralbefreite Lust, die Leiden schafft – intensiv gespielt und in faszinierend entrückte Arthouse-Bilder verpackt.“
Auf Film-besprechungen.wordpress.com schrieb Wolfgang Brunner„: Kontrovers, heftig und schockierend auf der einen, philosophisch und melancholisch auf der anderen Seite. Man muss Marian Doras Filme einfach selbst sehen, um sich eine eigene Meinung zu bilden.“